# Marie-Josée Ta Lou
Marie-Josée Ta Lou (Bouaflé, 18 november 1988) is een Ivoriaans atlete, gespecialiseerd in de sprint. Ze heeft verschillende Afrikaanse sprinttitels op haar naam staan en nam eenmaal deel aan de Olympische Spelen. Op de wereldkampioenschappen van 2017 veroverde zij op beide sprintnummers een zilveren medaille, evenals op de 60 m tijdens de wereldindoorkampioenschappen in 2018.

## Carrière

### Overstap van voetbal naar atletiek
Ta Lou was in haar schooltijd aanvankelijk een gepassioneerd voetbalster. Toen een voetbalteam haar echter probeerde in te lijven, wist haar oudere broer haar over te halen om voor de atletieksport te kiezen, temeer omdat zij op school al verschillende malen had aangetoond sneller te kunnen sprinten dan de jongens in haar klas. Gelukkig was Florence Olonade-Agbo, de sprintkampioene van Ivoorkust van 1988, een klasgenote geweest van Ta Lou's moeder en die nodigde haar uit voor een training. Daarin versloeg zij de meisjes die bij Olonade trainden in een 200 meter-race, ook al liep zij op blote voeten en had zij geen tijd gehad om zich op de race voor te bereiden.
Aanvankelijk kwam Ta Lou niet toe aan regelmatige trainingen. Zij moest studeren voor haar high school-diploma en bovendien vond haar moeder het te riskant om alleen voor een sportcarrière te kiezen. Zij wilde dat haar dochter arts werd. Desondanks trad Ta Lou al snel toe tot het nationale team van Ivoorkust.

### Internationaal debuut en nationale successen
In 2007 maakte Ta Lou haar internationale debuut als lid van het Ivoriaanse team dat op de 4 x 100 m estafette tijdens de West-Afrikaanse kampioenschappen in Cotonou, Benin, de bronzen medaille veroverde. Vervolgens nam zij deel aan de Afrikaanse jeugdkampioenschappen in Ouagadougou, Burkina Faso, waar zij op de 100 m echter laatste werd in haar serie. In september werd zij dat jaar voor het eerst nationaal kampioene op de 100 m in 12,9 s. Na haar high school-opleiding te hebben afgerond, startte zij dat jaar ook met haar medicijnenstudie.
In 2008 werd zij op beide sprintafstanden Ivoriaans kampioene, een prestatie die zij in 2009 herhaalde. Op de Afrikaanse kampioenschappen van dat jaar in Porto-Novo, Benin, werd zij op de 200 m zevende. De combinatie medicijnenstudie en atletiektraining bleek echter een te zware, reden waarom Ta Lou overstapte naar de studie accounting en financiën. Haar trainer Florence Onolade ruilde zij in voor iemand met meer ervaring, Jeannot Kouamé. Die moest Ta Lou verder helpen in haar weg omhoog.

### Meervoudig Afrikaans sprintkampioene
Ta Lou nam in 2011 deel aan de Zomeruniversiade in Shenzhen, China. Op zowel de 100 als de 200 m kwam ze niet door de series. In hetzelfde jaar vertegenwoordigde zij haar land op de Afrikaanse Spelen. Een jaar later stond Ta Lou voor het eerst op een podium in een internationaal toernooi; ze won tijdens de Afrikaanse kampioenschappen brons op zowel de 200 m als de 4 x 100 m estafette.
Haar eerste titel pakte Ta Lou tijdens de Afrikaanse Spelen van 2015. Tijdens dit toernooi won ze goud op zowel de 100 m als de 200 m. In 2016 kwam daar een Afrikaanse kampioenschapstitel op de 200 m bij.

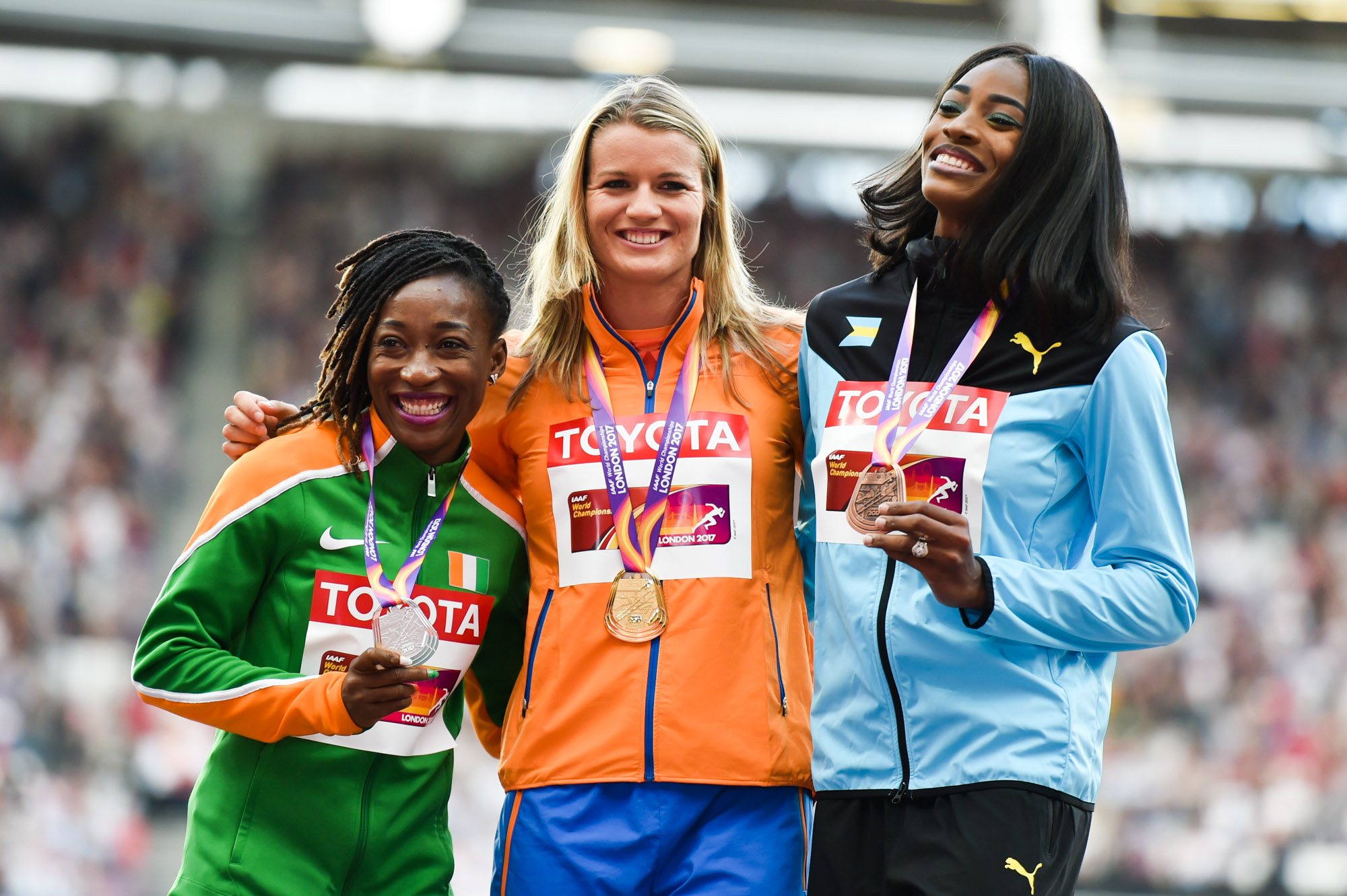
Het erepodium van de 200 m op de WK van 2017 in Londen: Marie-Josée Ta Lou, Dafne Schippers en Tori Bowie.

### Geen medailles op OS, wel op WK
In 2016 deed Ta Lou voor het eerst mee aan de Olympische Spelen en bereikte direct de finale op zowel de 100 m als de 200 m. Ondanks een persoonlijk record op de 100 m, 10,86, werd ze in de finale vierde en viel ze dus net buiten het podium. Op de 200 m werd ze eveneens vierde in de finale. Een jaar later behaalde Ta Lou haar eerste podiumplaatsen op een intercontinentaal toernooi; ze veroverde tijdens de WK in Londen zilver in de finales van de 100 en 200 m achter respectievelijk de Amerikaanse Tori Bowie en de Nederlandse Dafne Schippers. Op de 100 m evenaarde Ta Lou haar persoonlijk record. Op de 200 m verbeterde ze haar persoonlijk record en scherpte ze haar eigen nationaal record aan. Ook in de Diamond League-serie deed Ta Lou dat jaar van zich spreken. Zowel op de 100 als de 200 m werd zij tweede, achter respectievelijk Elaine Thompson en Dafne Schippers.

### Studie
Ta Lou trainde in Parijs en heeft medicijnen gestudeerd aan de Abobo-Adjamé universiteit in Abidjan.

## Titels
- Afrikaanse Spelen kampioene 100 m - 2015, 2019
- Afrikaanse Spelen kampioene 200 m - 2015
- Afrikaans kampioene 100 m - 2018
- Afrikaans kampioene 200 m - 2016, 2018
- Ivoriaans kampioene 100 m - 2007, 2008, 2009
- Ivoriaans kampioene 200 m - 2008, 2009

## Persoonlijke records
Outdoor
| Onderdeel   | Prestatie               | Datum            | Plaats    |
| ----------- | ----------------------- | ---------------- | --------- |
| 100 m       | 10,72 s (+0,4 m/s) (AR) | 10 augustus 2022 | Monaco    |
| 200 m       | 22,08 s (+0,8 m/s)(NR)  | 11 augustus 2017 | Londen    |
| verspringen | 5,09 m (+0,3 m/s)       | 4 mei 2014       | Élancourt |

Indoor
| Onderdeel | Prestatie | Datum        | Plaats     |
| --------- | --------- | ------------ | ---------- |
| 60 m      | 7,05 s    | 2 maart 2018 | Birmingham |
| 200 m     | 24,88 s   | 7 maart 2013 | Nanjing    |

## Palmares

### 60 m
Kampioenschappen
- 2016: 7e WK indoor - 7,29 s
- 2018:  WK indoor - 7,05 s

### 100 m
Kampioenschappen
- 2014:  AK - 11,20 s
- 2014: 4e IAAF Continental Cup - 11,28 s
- 2015:  Afrikaanse Spelen - 11,02 s
- 2015: 3e in ½ fin. WK - 11,04 s
- 2016:  AK - 11,15 s
- 2016: 4e OS - 10,86 s
- 2017:  WK - 10,86 s
- 2019:  WK - 10,90 s
- 2021: 4e OS - 10,91 s
- 2023: 4e WK - 10,81 s (in serie 10,79 s)

Diamond League-podiumplaatsen
- 2016:  London Anniversary Games - 10,96 s (-0,7 m/s)
- 2017:  Shanghai Golden Grand Prix - 11,07 s (-0,3 m/s)
- 2017:  Golden Gala - 11,03 s (+0,5 m/s)
- 2017:  Meeting de Paris - 10,96 (+0,1 m/s)
- 2017:  Meeting International Mohammed VI d'Athlétisme de Rabat - 10,90 s (+0,3 m/s)
- 2017:  Müller Grand Prix Birmingham - 10,97 s (-1,2 m/s)
- 2017:  Memorial Van Damme - 10,93 s (+0,4 m/s)
- 2017:   Diamond League - 34 p
- 2018:  Qatar Athletic Super Grand Prix - 10,85 s (+1,5 m/s)
- 2018:  Prefontaine Classic - 10,88 s (+1,9 m/s)
- 2018:  Athletissima - 10,90 s (+1,3 m/s)
- 2018:  Herculis - 10,89 s (+0,1 m/s)
- 2018:  Weltklasse Zürich - 11,10 s (-0,5 m/s)
- 2018:   Diamond League - 32 p

### 200 m
Kampioenschappen
- 2012:  AK - 23,44 s
- 2014:  AK - 22,87 s
- 2014: 5e IAAF Continental Cup - 22,78 s
- 2015:  Afrikaanse Spelen - 22,57 s
- 2015: 3e in ½ fin. WK - 22,56 s
- 2016:  AK - 22,81 s
- 2016: 4e OS - 22,21 s
- 2017:  WK - 22,08 s
- 2021: 5e OS - 22,27 s
- 2023: 8e WK - 22,64 s (in serie 22,26 s)

Diamond League-podiumplaatsen
- 2017:  Qatar Athletic Super Grand Prix - 22,77 s (-2,3 m/s)
- 2017:  Athletissima - 22,16 s (-0,5 m/s)
- 2017:  Herculis - 22,25 s (-0,2 m/s)
- 2017:  Weltklasse Zürich - 22,09 s (+0,1 m/s)
- 2017:   Diamond League - 24 p
- 2018:  Golden Gala - 22,49 s (-1,7 m/s)
- 2018:  Meeting de Paris - 22,50 (+1,1 m/s)
- 2018:   Diamond League - 25 p

### 4 x 100 m
Kampioenschappen
- 2012:  AK - 45,29 s
- 2014:  AK - 43,99 s
- 2015:  Afrikaanse Spelen - 43,98 s
- 2016:  AK - 44,29 s
- 2017:  Jeux de la Francophonie - 44,22 s

## Onderscheidingen
- 2015: Afrikaans atlete van het jaar